# Helvetinjärvi
Der Helvetinjärvi [ˈhɛlvɛtinjærvi] („Höllensee“) ist ein See in der finnischen Landschaft Pirkanmaa. Er bildet zugleich das Zentrum des gleichnamigen Nationalparks.